# Objecte ressonant transneptunià

Distribució dels objectes transneptunians. Els objectes ressonants estan en vermell.

En astronomia, un objecte ressonant transneptunià és un objecte transneptunià (TNO) en la mitjana de moviment de ressonància orbital amb Neptú. Els períodes orbitals dels objectes ressonants es troben en una simple relació d'integritat amb el període de Neptú p.e. 1:2, 2:3, etc. Els TNOs ressonants poden ser part del cinturó de Kuiper principal, o de manera més distant el disc dispers.